# Anapogonia lyrata
Genre
Espèce
Anapogonia lyrata, unique représentant du genre Anapogonia, est une espèce d'araignées aranéomorphes de la famille des Symphytognathidae.

## Distribution
Cette espèce est endémique de Java en Indonésie.

## Description
La femelle holotype mesure 2 mm.

## Publication originale
- Simon, 1905 : Arachnides de Java, recueillis par le Prof. K. Kraepelin en 1904. Mitteilungen aus dem Naturhistorischen Museum in Hamburg, vol. 22, p. 49-73 (texte intégral).